# Earth vs. the Spider
Earth vs. the Spider (br: A Maldição da Aranha / pt: O Poder da Aranha) é um filme de terror estadunidense, lançado em 2001 e dirigido por Scott Ziehl. Existe um filme de 1958 com o mesmo título, que apesar disto, tem pouco a ver com este.

## Premissa
Quentin é um tímido fã de quadrinhos que trabalha como segurança de um prédio da universidade, onde são realizados experimentos com aranhas geneticamente modificadas. Certa noite, um grupo de ladrões entra no lugar para roubar o experimento, e os parceiros de Quentin morrem enquanto combatem os criminosos. Depois de ser culpado pelo incidente, ele injeta em si mesmo o experimento e pouco a pouco desenvolve habilidades de uma aranha.

## Elenco
- Dan Aykroyd  .... Det. Jack Grillo
- Devon Gummersall .... Quentin Kemmer
- Amelia Heinle .... Stephanie Lewis
- Theresa Russell .... Trixie Grillo
- Christopher Cousins .... Oficial Williams
- Mario Roccuzzo .... Nick Bezis
- John Cho .... Han